# Decindeni, Dâmbovița
Decindeni este un sat în comuna Dragomirești din județul Dâmbovița, Muntenia, România.
Școala din sat a fost renovata in urma cu câțiva ani.Aceasta beneficiaza de săli de cursuri bine dotate, care corespund nevoilor celor mici.De asemenea, a fost construita o sala de sport, unde elevii desfasoara orele de educație fizică pe timpul anotimpurilor reci. 
Pentru desfasurarea activitatilor sportive si in afara orelor de studiu, a fost construita o sala de sport, care sta la dispozitia celor dornici de a desfasura activitati fizice.